# Пінака

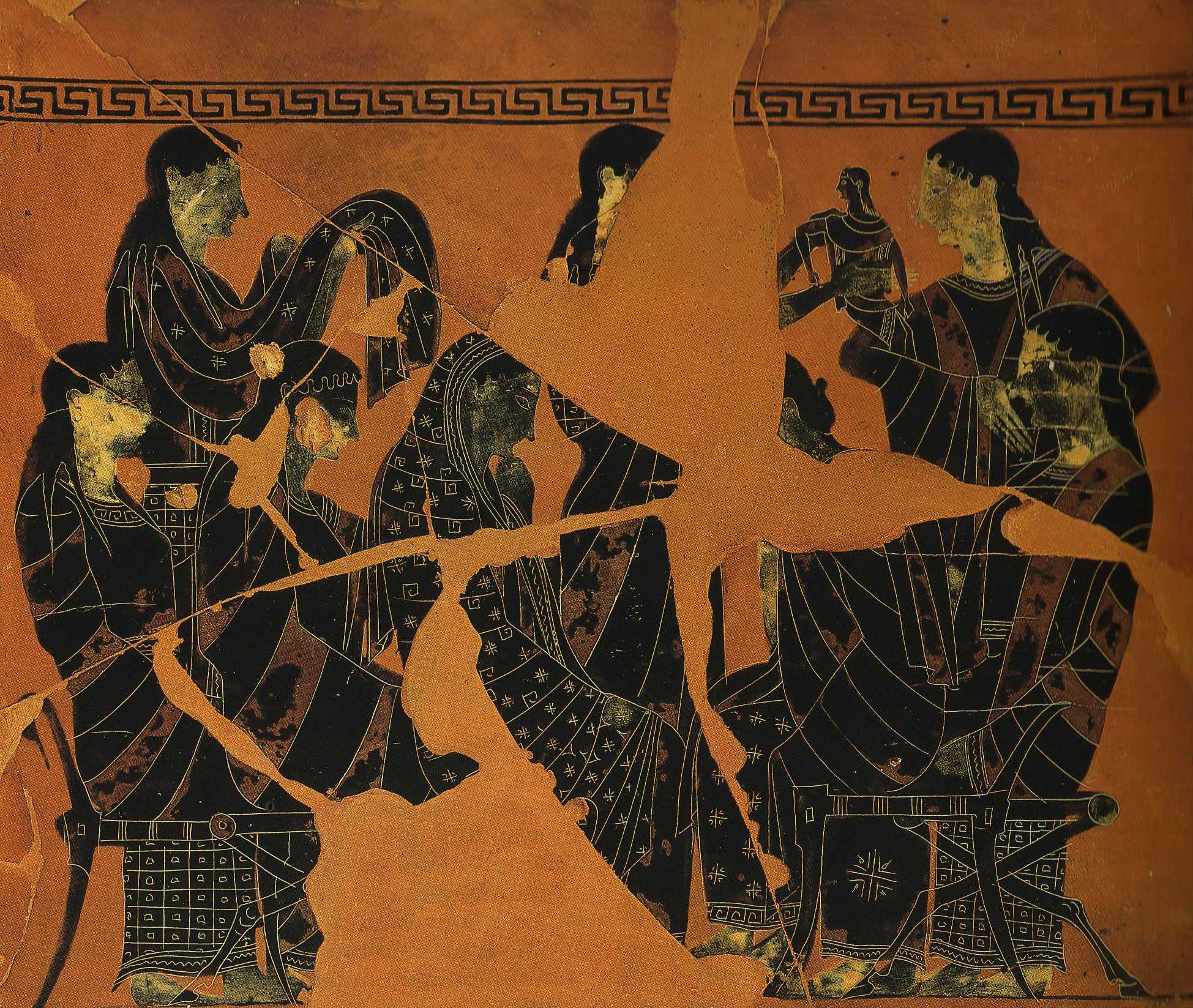
Поховальна пінака Ексекія, Берлінське античне зібрання

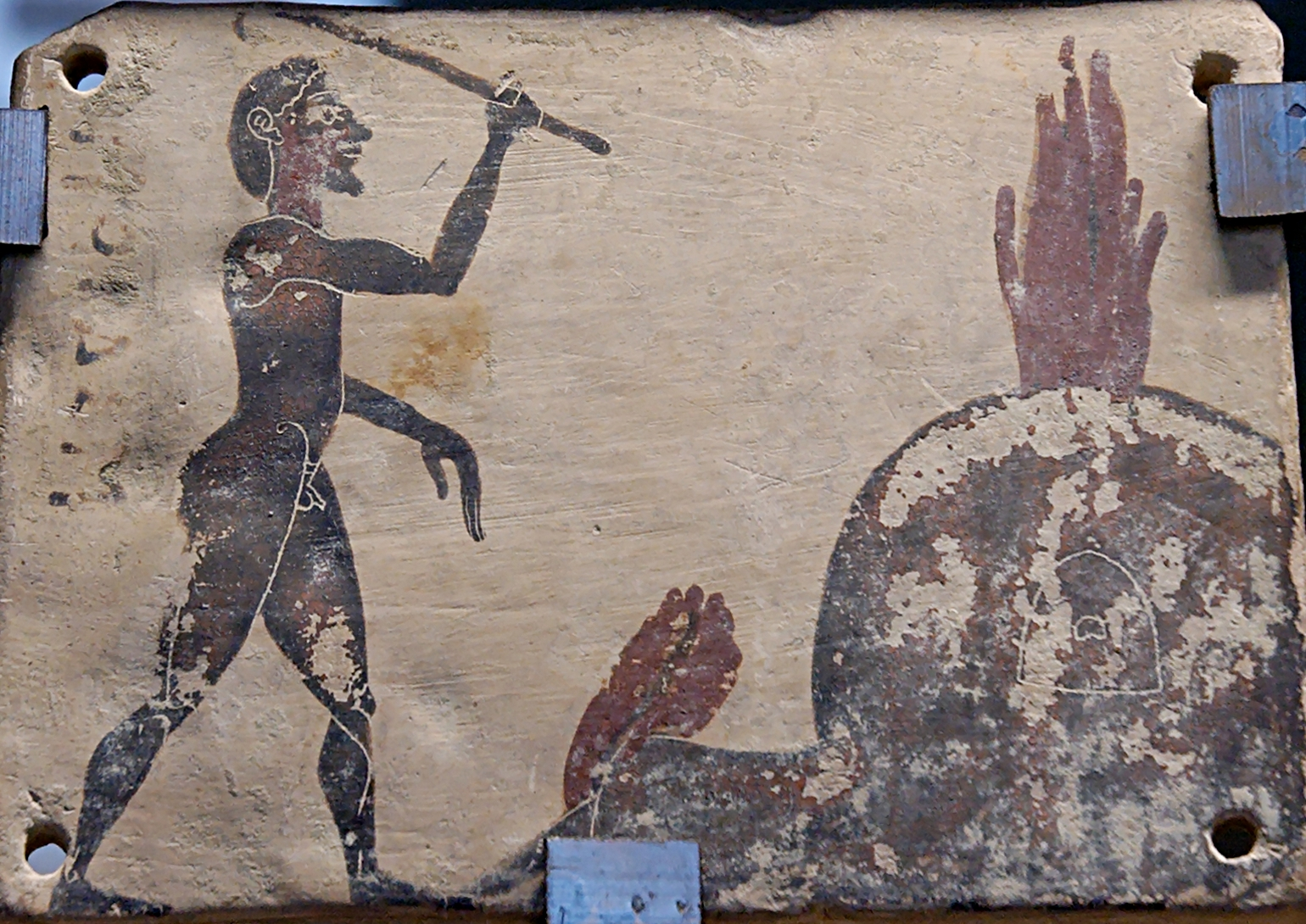
Майстерня гончара, коринфська пінака із Пентескуфії, Лувр

Пінака (грец. πίναξ) — у Стародавній Греції розмальовані таблички (картини) з дерева, обпаленої глини, мармуру, теракоти чи бронзи. Пінаки підносилися в дар богам як вотивні предмети, прикріплялися до стін гробниць, а також використовувалися як мальовничі декорації у давньогрецькому театрі, як дошка для проведення розрахунків. Пінаки також отримували геліасти.
За свідченням Вітрувія, приміщення в храмах і житлових будинках, де зберігалися пінаки, називалися аж до періоду пізньої античності пінакотеками. Відома пінакотека Афінського арополя, ліворуч від Пропілей, яка дотепер не збереглася. Пізніше термін «пінакотека» став використовуватися для картинних галерей, зокрема Стара пінакотека в Мюнхені. Давньогрецькі пінаки перебувають в експозиціях багатьох музеїв, серед яких Національний археологічний музей в Афінах, Музей історії мистецтв у Відні та Берлінське античне зібрання.
Найвідоміші екземпляри датовані VIII–VII століттями до н. е. Вони сягають висоти від 30 до 65 см. Розпис пінак робили відомі давньогрецькі вазописці, наприклад, Ексекій. Найбільша кількість пінак виявлена археологами у храмі Посейдона у стародавній Пентескуфії, що поблизу Коринфа. Ці пінаки чи не єдине вірогідне історичне джерело про процес та окремі операції виготовлення та декорування давньогрецької кераміки.